# ОФГ Сливен
ОФГ Сливен е футболна дивизия, в която се състезават отбори от област Сливен. Шампионът на областта участва в баражи за влизане в Югоизточна аматьорска футболна лига.

## „А“ ОГ Сливен
През сезон 2022/23 в лигата участват 9 отбора.

### Отбори 2022/23
- Аполон (кв.Речица, Сливен)
- Балкан (Твърдица)
- Ботев (Кермен)
- Буря (Градско)
- Кортен 2012 (Кортен)
- Левски 2018 (Младово)
- Самуил 2006 (Самуилово)
- Сините камъни 2022 (Сливен)
- Тунджа 2009 (Мечкарево)